# Parque nacional Los Quetzales
El Parque Nacional Los Quetzales es un área de conservación natural, ubicado en su mayor extensión en el cantón de Dota, en la provincia de San José, Costa Rica.  Sin embargo, abarca zonas de los vecinos cantones de Tarrazú (San José) y de Quepos (Puntarenas). 
Cuenta con un área de 5021 hectáreas, siendo por lo tanto uno de los más pequeños del país. Está situado a unos 75 kilómetros al sureste de San José.
El Parque está conformado por terrenos baldíos y estatales, así como por las anteriores Reserva Biológica Forestal Los Santos y la Reserva Biológica Cerro Vueltas. 
Su creación se hizo por Decreto Ejecutivo N.º 32981, del 16 de enero de 2006. Pertenece al Área de Conservación Pacífico Central, del Sistema Nacional de Áreas de Conservación(SINAC).

## Historia
Hasta julio de 2005, el Parque se denominó como Reserva Biológica Forestal Los Santos, aunque el nombre oficial de Los Quetzales no se hizo efectivo hasta el Decreto de enero de 2006, que lo convirtió en el parque nacional número 28 de Costa Rica.
A pesar de la protección jurídica con la que contaba previamente la Reserva Biológica, la cobertura de bosque disminuyó de forma importante (alrededor de un 20%) debido a la expansión agrícola. Por esta razón, se consideró necesario cambiar la categoría de manejo hacia una más restrictiva, favoreciendo la creación del parque nacional. 
Los Quetzales  fue creado para conservar los ambientes naturales de altura (en especial de los robledales, los bosques nublados y el páramo), preservar la función hidrológica de estos bosques y proteger de los hábitats de especies endémicas y de reproducción del quetzal. 
La consolidación de este Parque pretende llevar una salida económica, de la mano de la conservación, a las comunidades aledañas, entre ellas Providencia y San Gerardo de Dota. 
Los Quetzales constituye uno de los principales logros del Proyecto de Desarrollo Sostenible de la Cuenca del Río Savegre, el cual fue impulsado por la Agencia Española de Cooperación Internacional (AECI) a través de su programa Araucaria, con el objetivo de proteger y conservar los recursos naturales de la cuenca alta de dicho río.

## Características físicas
El terreno del Parque varía ampliamente de las montañas a los lagos, desde los bosques nublados hacia las selvas tropicales, de los ríos a los arroyos. 
La mayor parte de su superficie se extiende a ambos lados del río Savegre, que se origina en el Cerro de la Muerte y desemboca en el Océano Pacífico, cerca del Parque Nacional Manuel Antonio. 
La topografía de Los Quetzales es básicamente abrupta, de alta montaña. Su altitud máxima es de 3.190 m s. n. m. (en el Cerro Vueltas),  la mínima es de 1260 y la media es de 2,449 m s. n. m.

## Clima
Los Quetzales tiene una época seca que corresponde a los meses de diciembre a abril, y una lluviosa de  mayo hasta noviembre. La precipitación varía entre los 2000 y los 3000 mm por año, aunque el promedio anual puede llegar a alcanzar los 4667 mm. En general predominan  los climas muy húmedos a lo largo de todo el año.
Las temperaturas promedio oscilan entre los 12° a 28 °C. Estos valores pueden variar significativamente de acuerdo a los vientos y la humedad relativa, llegando incluso a descender la temperatura a los 0 °C en sus zonas más altas.

## Ecosistemas
Este Parque presenta principalmente dos zonas de vida de acuerdo al Sistema de Holdridge: Bosque Pluvial Montano y Bosque Muy Húmedo Montano Bajo. Adicionalmente, algunas zonas altas de la cordillera presentan el Páramo subalpino.
Por lo tanto, el área abarca tres tipos de bosque tropical, y catorce diferentes ecosistemas. Ubicado a gran altitud (entre 2.000-3.000 m s. n. m.) a lo largo de la cordillera de Talamanca, la mayor parte del Parque está cubierto de bosque nuboso y protege un hábitat crucial para un número de especies vegetales y animales. 
Estas condiciones le dan una particular riqueza en flora, fauna y recurso hídrico. Es importante señalar que, en lo particular, brinda protección a la cuenca del río Savegre. 

### Flora
En lo que a flora se refiere, podemos encontrar árboles como: robles, tirrás, guarumos, buríos, nance macho, cipresillos, encino, jaules, magnolias, arrayanes, chiles muelo, higuerones, etc. 
Las epífitas están representadas por orquídeas, helechos, musgos y bromelias, de estas últimas se han identificado 7 especies endémicas. Los helechos arborescentes son abundantes, lo mismo que la sombrilla de pobre.
Los árboles de roble y ciprés crecen en las partes más altas, y una parte significativa del parque está cubierto de árboles de aguacatillo, que es pariente del aguacate y una de las comidas favoritas del quetzal. Todo tipo de flores exóticas salpican el paisaje, añadiendo un poco de color a la inmensa mayoría del terreno verde. Con una precipitación promedio que varía entre 79-188 cm.
Esta zona posee una importante presencia de humedales, tales como lagunas estacionales de origen glaciar. Los humedales tienen una función de filtración del agua hacia las partes subterráneas: son purificadores y "esponjas" naturales que protegen de inundaciones. 
Este Parque presenta siete tipos diferentes de altura, por lo que su variedad biológica es muy amplia dados los diferentes ecosistemas que se forman de acuerdo con la elevación.

### Fauna
El área protege más de 45 especies de mamíferos, entre los que sobresalen: dantas, cabro de monte, felinos, tolomucos, monos, guatuzas, ardillas, murciélagos, conejos, pizotes, mapaches, entre otros. 
En el caso de las aves se protegen alrededor de 300 especies, entre las que descatan: quetzales, yigüirros, colibríes, tangaras, pavas, oropéndolas, trogones, gavilanes, reinitas, trepadores, carpinteros y semilleros.
La clase de anfibios es importante, ya que se han descubierto varias especies de salamandras endémicas; las ranas y sapos son otros representantes de estas que, en conjunto, suman más de 32 especies. 
Entre los reptiles se encuentran basiliscos, lagartijas y serpientes como: lora, oropel, mano de piedra, mica o zopilita y bejuquillas. 
Los insectos están muy bien representados en todo los órdenes: lepidoptera (mariposas), coleoptera (abejones), díptera (moscas), hymenoptera (abejas y avispas), entre otros. De igual forma, se han descubierto una gran cantidad de especies endémicas. 
El quetzal abunda en esta zona tanto o más que en la Reserva biológica Bosque Nuboso Monteverde (Puntarenas), al igual que el yigüirro (ave nacional de Costa Rica) y diferentes tipos de colibríes. Quizás el más notable de estas tres especies de pájaros es el mencionado quetzal (Pharomachrus mocinno), cuyo nombre lleva el Parque. Aunque esta ave es conocida por ser difícil y caprichosa para avistar, en esta área es tan frecuente que no resulta una tarea relativamente tan ardua para localizarla.